# Disperis thorncroftii
Disperis thorncroftii är en orkidéart som beskrevs av Rudolf Schlechter. Disperis thorncroftii ingår i släktet Disperis och familjen orkidéer. Inga underarter finns listade i Catalogue of Life.